# 格吕嫩代希
格吕嫩代希是德国下萨克森州的一个市镇。总面积3.93平方公里，总人口1881人，其中男性927人，女性954人（2011年12月31日），人口密度479人/平方公里。

## 历史
这个地方的古地名是1449 Gronendike和1559 Gronendike。Grünendeich 可能是 Bardesfleth 的新名称。新定居的剩余区域被命名为 Grünendeich，该名称于 1449 年首次被提及，并在 1500 年左右作为一个单独的教区出现。易北河附近的第一座教堂在 16 世纪被风暴潮摧毁。地名在低地德语中的意思是：“am grönen dīke”（“绿堤”）。